# Sant Martí de la Vall

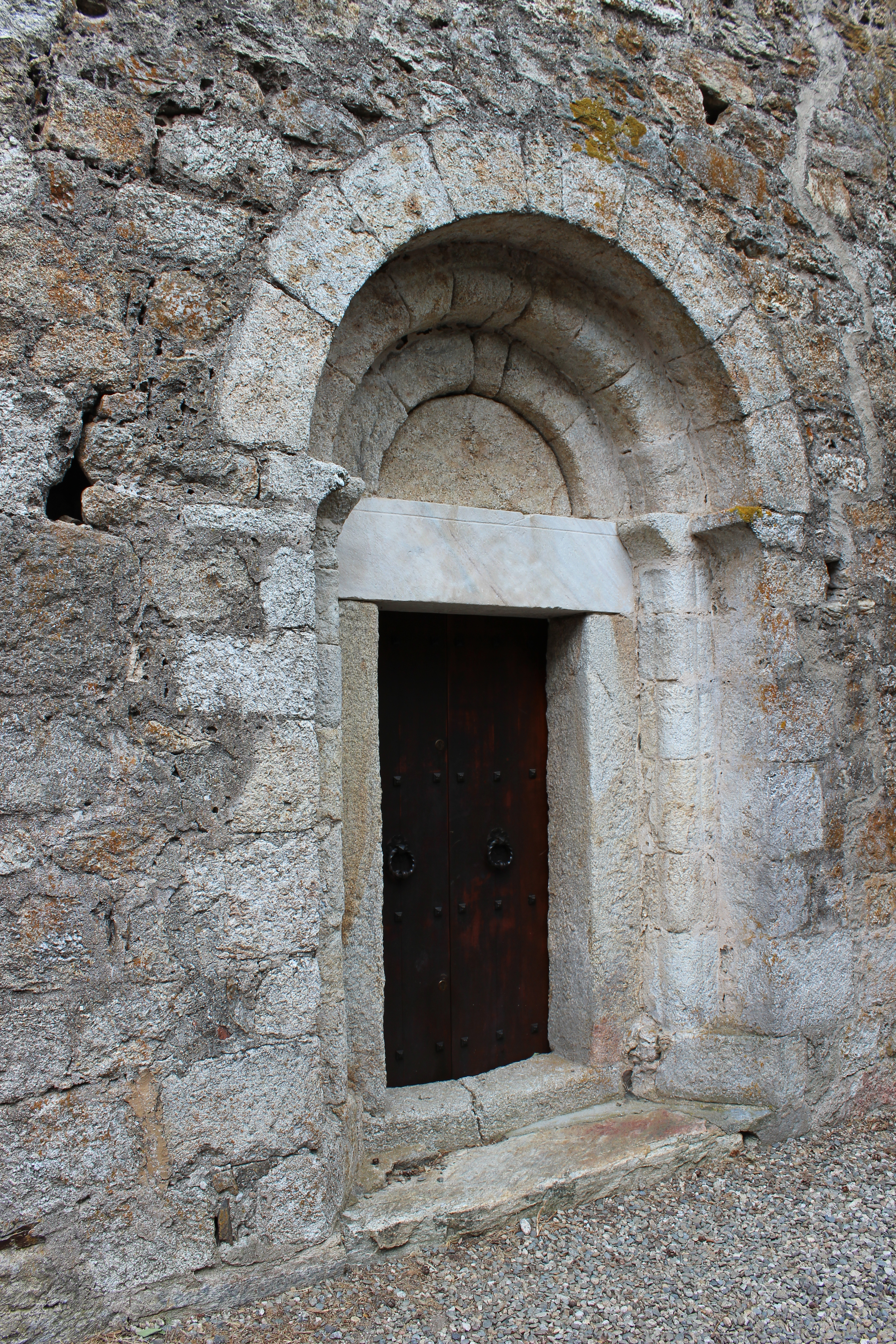
Porta de la façana meridional

L'església de Sant Martí de la Vall, o Sant Martí de Montbran (o, encara, Sant Martí de la Vall de Montbran), és una església romànica antigament parroquial del terme comunal de Sureda, en el cap del que fou antigament la comuna independent de la Vall.
El topònim Montbran ha estat escrit sovint Montbram, tant en documents antics com contemporanis. Etimològicament, la forma ha de ser acabada en -n, atès que procedeix de l'arrel germànica -brand, de base antroponímica, però la proximitat amb el mot comú català bram ha fet que sovint s'hagi fet servir la forma acabada en -m.

## Història
En aquest lloc els primers monjos fundadors del monestir de Sant Andreu de Sureda instal·laren l'abadia primitiva vers el 800. Eren monjos procedents d'algun monestir del sud dels Pirineus, sense que s'hagi pogut establir exactament de qun. Durant tota l'edat mitjana, era una cel·la monàstica que pertangué a aquest monestir, i l'església del lloc va restar sota la seva dependència fins al segle xvi.
Està situada en el cementiri del petit poble de la Vall de Montbran, en el seu extrem sud-occidental, en el punt més baix del nucli.

## Característiques
És una església de nau única amb un absis semicircular, coberta amb una volta apuntada. Ha estat construïda amb un aparell regular de granit tallat. Pertanyent a un romànic ja evolucionat, es pot datar en el segle xii.
La nau és contínua, sense arcs torals, i és lleugerament apuntada. L'absis, amb volta ametllada, acaba també en un plec apuntat. Hi ha dues finestres de doble esqueixada, una al centre de l'absis i l'altra a l'extrem oriental del mur sud. Té unes cornises de motllura incurvada que recorren nau i absis, a l'exterior, mentre que a dins de la nau es troba un banc baix que recorre a banda i banda tota la nau.
A la façana de ponent hi ha la portalada, feta de tres arcs en degradació. Té llinda i timpà, però llisos, sense decoració. Els arcs són sobre impostes corbades.
En les restauracions empreses els darrers anys ha sortit enterrada l'ara romànica de l'altar, de marbre blanc amb vetes blavosees, que se suma als altres dos elements de mobiliari de pedra del temple: dues piques de granit, una beneitera i l'altra baptismal.